# Amy Elaine
Amy Elaine (* 1972 in Brandenburg an der Havel) ist eine deutsche Schauspielerin und Sängerin. Sie wohnt in der Nähe von Berlin.

## Leben
Sie begann ihre Karriere mit Background- und Bandgesang, solo singt sie seit 2003, und 2004 erschien ihre erste Solo-CD mit der Ballade Tell Me the Reason. Mittlerweile gehören neben eigenen Stücken Coverversionen von internationalen Hits aus den 1980er und -90er Jahren zu ihrem Repertoire. Sie singt sowohl auf Deutsch wie auch auf Englisch, tritt mit Band und auch solo auf und ist häufiger im Vorprogramm bekannter Stars zu sehen (z. B. Pur, Nena, Spider Murphy Gang).
Elaine hat im Laufe ihrer Karriere einige Werbesongs aufgenommen; große Bekanntheit erlangte ihr Song Enjoy, den sie im Jahre 2000 für Coca-Cola gesungen hat. Sie absolvierte die Berliner Schule für Bühnenkunst und ist des Öfteren in der TV-Serie Familiengericht auf RTL zu sehen.  Im Musical Traumfabrik spielte sie die Hauptrolle. Bereits seit längerem setzt Amy Elaine, deren Schwester behindert ist, sich für Menschen mit einer Behinderung ein.
2006 engagierte sie sich aktiv als Botschafterin für die Fußball-Weltmeisterschaft 2006 der Menschen mit Behinderung und sang die offizielle WM-Hymne There Is a Dream (Wir haben einen Traum), deren Text von Claudia Kohde-Kilsch stammt. In den Sommermonaten begleitete Amy Elaine gemeinsam mit der Boygroup NeuerdinXx die Promotiontour des WM-Trucks durch Deutschland und präsentierte den Song u. a. auch in den Stadien, in denen WM-Spiele stattfanden.